# Želivský klášterní pivovar

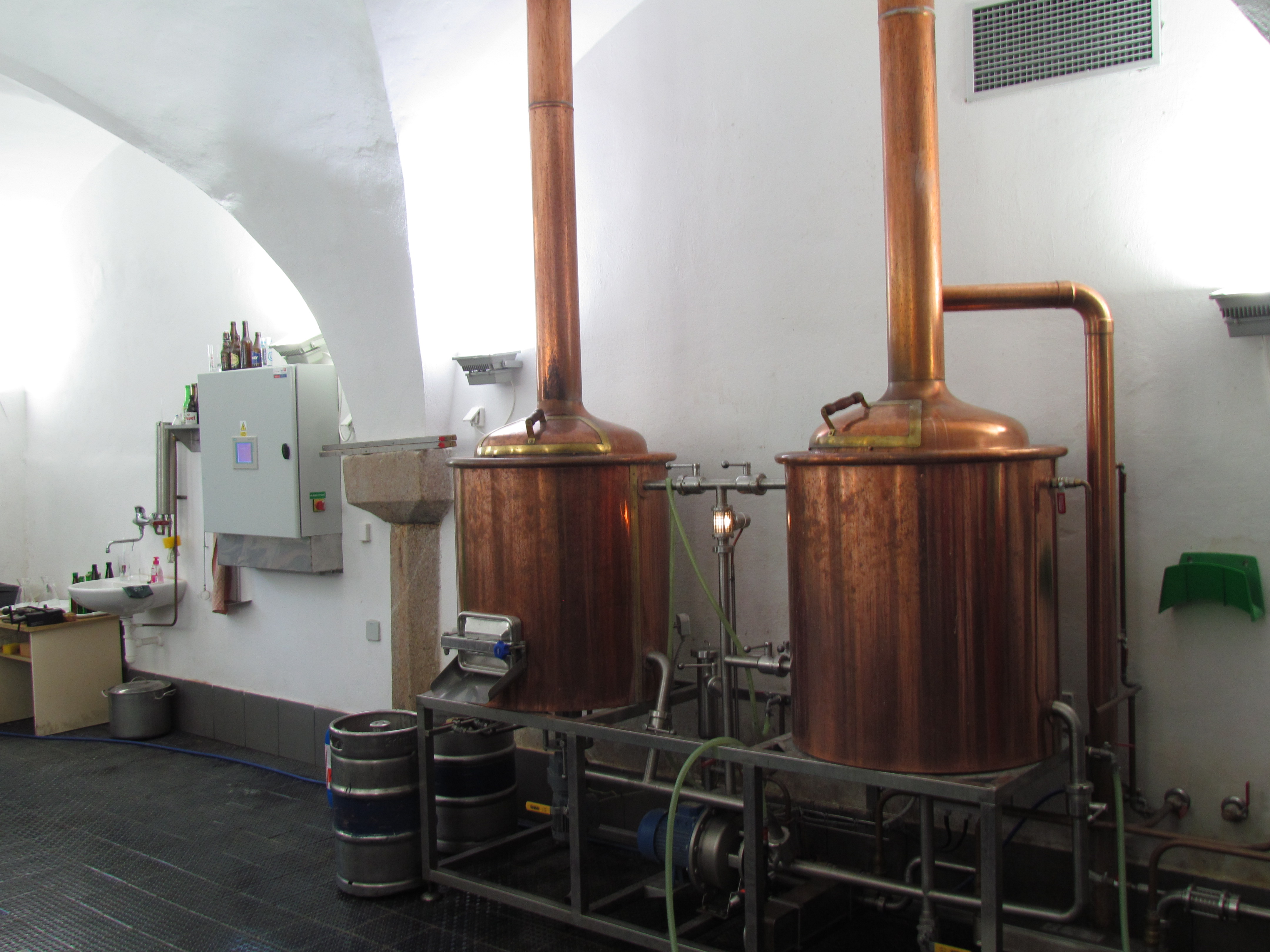
Želivský klášterní pivovar

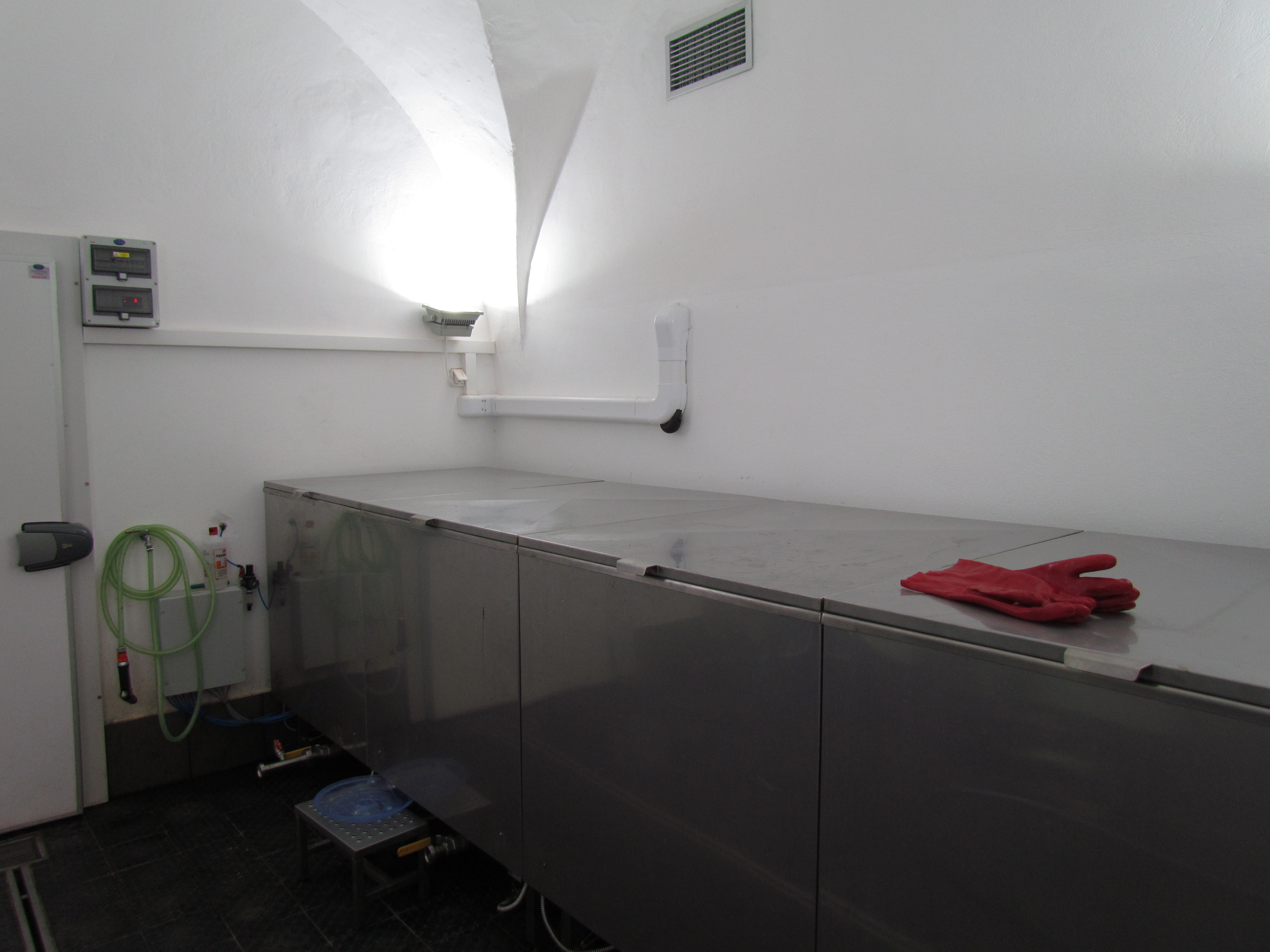
Želivský klášterní pivovar

Želivský klášterní pivovar je minipivovar situovaný do sklepních prostor opatství kláštera Želiv.

## Historie
Navazuje na tradici vaření piva v tomto klášteře započatou již ve 14. století. Za vlády Jiřího z Poděbrad byl klášter premonstrátům zkonfiskován a roku 1467 jej získal čáslavský hejtman Burian Trčka z Lípy, kteří západní část kláštera přestavěli na tzv. Trčkovský hrad. Podstatné však je, že z této doby, konkrétně z roku 1617 pochází první písemný záznam o pivovaru, sladovně, dvou chmelnicích v bezprostředním okolí, dvou spilkách v podzemí, půdách a obilnicích na pšenici a ječmen, což naznačuje charakter tehdy vařeného piva. Již v roce 1622 získávají klášter i s pivovarem zpět premonstráti a pivo se zde vaří až do roku 1907, kdy areál kláštera včetně pivovaru zachvátil a vážně poškodil požár. Klášter se v krátké době podařilo opravit, avšak k obnově činnosti pivovaru již nedošlo. Pokus o obnovu tradice vaření piva v klášteře nastal v roce 2003 kdy byl založen Klášterní pivovar Želiv. K dispozici však byla díky omezeným finančním prostředkům pouze již použitá varní technologie z bývalého minipivovaru Patriot v Jihlavě. Sládkem v té době byl Libor Pavelec. V červenci 2005 započal spor o označení piva "klášterní", které bylo trapistickými kláštery v Belgii vykládáno jako "trapistické" pivo, tedy jako označení vázané na místo původu. Záměr však z finančních důvodů mj. i po neúspěšném pokusu se prosadit v Kanadě, skončil v roce 2010 nezdarem a činnost byla ukončena. Kanonie premonstrátů však obratem již v roce 2010 založila nový Želivský klášterní pivovar vybavený novou technologií. Po dobu rekonstrukce bylo pivo Haštal a Marsil vařeno v Humpolci. Nový pivovar s 2 hl varnou a s ním i první várka byla slavnostně posvěcena 11.12.2011. Od roku 2011 do začátku roku 2014 byl sládkem v obnoveném pivovaru Jiří Novák. V současné době je vrchním sládkem Jiří Kratochvíl. V roce 2016 byl celý pivovar modernizován a kapacita byla zvýšena. 2 hl varna byla vyměněna za novou o objemu 15 hl.

## Produkce
Stálá produkce
- Haštal –  světlý ležák (Pojmenován po třetím opatu kláštera Haštalovi lat. Castulus (opatem do roku 1200), díky jehož modlitbám se údajně objevil vydatný pramen vody, z něhož je dodnes vařeno zdejší pivo.)
- Godšalk – abbey ale (Pojmenováno po prvním opatu zdejšího kláštera Bl. Gottschalkovi)
- Milo – polotmavé výčepní (Pojmenováno po 36. opatu Milo Stroblovi.)

Speciály
- Siard –  Weizen Bier (Pojmenováno po 35. opatu želivském Siardu Falcovi)
- Falco[5] – dortmunder schwartz
- Happy Friday 13 – rye IPA
- Vánoční bock 20° (2020) – polotmavé spodně kvašené
- CASPARUS 10° – výčepní svrchně kvašené
- Pcific Jack 16 – New Endland IPA
- Questenberg 14 – tmavé pšeničné
- Vitus 14 – historická receptura